# Ester Palmesino
Ester Palmesino (Asti, 7. svibnja 1927. – Torino, 20. ožujka 2016.) bila je talijanska sportašica.
Četiri je puta bila talijanska prvakinja u skoku u vis, kao i pobjednica i finalistica brojnih međunarodnih natjecanja.

## Natjecanja
1942.
- 12. lipnja -  Torino - Kup La Stampa, ženska atletika, natjecanje za mlade

1946.
- Torino - Prvakinja Pijemonta, apsolutna kategorija (G.S. Sip)
- Parma - Zlato na Talijanskom atletskom prvenstvu u apsolutnoj kategoriji: 145 cm
- 15. rujna – Torino, Stadio Comunale - Međunarodni atletski miting: 150 cm

1947.
- 27. srpnja – Torino -  Olimpijske kvalifikacije
- 9. kolovoza – Beč, Stadion Prater - Međunarodni atletski miting: 153 cm
- 14. rujna – Torino, Stadio Comunale - Međunarodni atletski miting: 153 cm

1948.
- Torino - Prvakinja Pijemonta, apsolutna kategorija, skok u vis (G.S. Sipra Torino)
- 27. lipnja – Rim, Stadio delle Terme - Međunarodni atletski miting: 150 cm
- 12. rujna – Torino, Stadio Comunale - Međunarodni atletski miting: 145 cm
- 19. rujna – Milano - Zlatna medalja na talijanskom atletskom prvenstvu u apsolutnoj kategoriji: 153 cm

1949.
- Torino - Prvakinja Pijemonta, apsolutna kategorija, skok u vis (G.S. Sipra)
- Rim - Reprezentacija Italije - Surrey County
- Terni - Reprezentacija Italije - Surrey County
- 24. srpnja – Rotterdam, Stadion Feyenoord - Međunarodni atletski miting: 155 cm
- 7. kolovoza – Zlin - Međunarodni atletski miting: 150 cm
- 9. listopada – Bologna, Stadio Comunale - Međunarodni atletski miting: 145 cm

1950.
- 2. srpnja – Udine, Stadio Moretti - Međunarodni atletski miting: 150 cm

1951.
- 24. svibnja - Torino - Regionalna faza nacionalnog atletskog prvenstva za žene. Palmesino (G.S. Sipra): 150 cm
- 5. lipnja - Genoa - Interregionalno polufinale apsolutnog atletskog prvenstva za žene. Palmesino (G.S. Sipra)
- 17. lipnja - Padova - Finalistica talijanskog prvenstva. Palmesino (G.S. Sipra)
- 1. srpnja – Zagreb, Stadion Dinamo - Međunarodni atletski miting: 150 cm
- 29. srpnja - Torino - Nacionalni miting. Palmesino (G.S. Sipra): 153 cm
- 12. kolovoza – Winterthur, Teren Deutweg - Međunarodni atletski miting: 153 cm
- 9. rujna - Biella - Interregionalni ženski miting
- 23. rujna – Genova, Stadio Shell - Međunarodni atletski miting: 148 cm

1952.
- 4. svibnja - Torino - Naknadni miting talijanskih atletskih prvenstava. Palmesino (G.S. Sipra): 147 cm
- 21. lipnja - Torino - Prvenstva Pijemonta u ženskoj atletici. Palmesino (G.S. Sipra): 150 cm
- 23. lipnja – Milano, Arena - Međunarodni atletski miting: 145 cm
- 5. listopada – Napulj, Stadio del Vomero - Međunarodni atletski miting: 148 cm
- 17, 18 i 19. listopada – Bologna - Zlato na Talijanskom atletskom prvenstvu u apsolutnoj kategoriji: 150 cm

1953.
- 20. rujna – Bologna, Stadio Comunale - Finale talijanskih ženskih prvenstava. Palmesino (G.S. Sip): 150 cm
- 25 do 27. rujna – Rim, Olimpijski stadion, Zlato na Talijanskom atletskom prvenstvu u apsolutnoj kategoriji: 150 cm
- 5. srpnja – Chambéry, Stadion Mas-Barral - Međunarodni atletski miting: 154 cm
- 13. rujna – Trst - Međunarodni atletski miting: 145 cm

1954.
- 30. svibnja - Torino -  Torinski atletski stadion, Polufinale za pokrajine Liguria-Lombardia-Piemonte Nacionalnih ženskih prvenstava
- 3. srpnja – München, Stadion Dante - Međunarodni atletski miting: 145 cm
- 11. srpnja - Torino -  Ženska prvenstva Pijemonta u atletici. Palmesino Ester (G.S. Sip): 147 cm
- 7. kolovoza – Linz, Stadion Froschlerg - Međunarodni atletski miting: 145 cm

1955.
- 12. lipnja - Torino -  Općinski atletski stadion, Prvenstvo za društva (torinske/lombardske)
- 10. srpnja - Torino -  Općinski starion, Ženska atletska natjecanja za dodjelu apsolutnog piemontskog prvaka. Palmesino (G.S. SIP)
- 17. srpnja - Torino -  Talijansko-francuski atletski miting između reprezenatcije Sveučilišta u Nici i ekipe dvaju torinskih društava: G.S. Sip u ženskom i G. S. Lancia u muškom dijelu. Palmesino (G.S. Sip): 150 cm

| Godina | Natjecanje                                                       | Mjesto                | Osvojeno mjesto |
| ------ | ---------------------------------------------------------------- | --------------------- | --------------- |
| 1946.  | Zlato na Talijanskom atletskom prvenstvu u apsolutnoj kategoriji | Parma, Italija        | 1.              |
| 1946.  | Međunarodni atletski mitinzi: Italija – Austrija                 | Torino, Italija       | 1.              |
| 1947.  | Međunarodni atletski mitinzi: Austrija – Italija                 | Beč, Austrija         | 2.              |
| 1947.  | Međunarodni atletski mitinzi: Italija 51 – Čehoslovačka          | Torino, Italija       | 1.              |
| 1948.  | Zlato na Talijanskom atletskom prvenstvu u apsolutnoj kategoriji | Milano, Italija       | 1.              |
| 1948.  | Međunarodni atletski mitinzi: Italija – Nizozemska               | Rim, Italija          | 3.              |
| 1948.  | Međunarodni atletski mitinzi: Italija – Mađarska                 | Torino, Italija       | 1.              |
| 1949.  | Međunarodni atletski mitinzi: Nizozemska – Italija               | Rotterdam, Nizozemska | 2.              |
| 1949.  | Međunarodni atletski mitinzi: Čehoslovačka – Italija             | Zlin, Čehoslovačka    | 3.              |
| 1949.  | Međunarodni atletski mitinzi: Italija – Jugoslavija              | Bologna, Italija      | 3.              |
| 1950.  | Međunarodni atletski mitinzi: Italija – Austrija                 | Udine, Italija        | 4.              |
| 1951.  | Međunarodni atletski mitinzi: Jugoslavija – Italija              | Zagreb, Jugoslavija   | 2.              |
| 1951.  | Međunarodni atletski mitinzi: Švicarska – Italija                | Winterthur, Švicarska | 2.              |
| 1951.  | Međunarodni atletski mitinzi: Italija - Francuska                | Genova Italija        | 2.              |
| 1952.  | Zlato na Talijanskom atletskom prvenstvu u apsolutnoj kategoriji | Bologna, Italija      | 1.              |
| 1952.  | Međunarodni atletski mitinzi: Italija - Njemačka                 | Milano, Italija       | 4.              |
| 1952.  | Međunarodni atletski mitinzi: Italija - Engleska                 | Napulj, Italija       | 3.              |
| 1953.  | Zlato na Talijanskom atletskom prvenstvu u apsolutnoj kategoriji | Rim, Italija          | 1.              |
| 1953.  | Međunarodni atletski mitinzi: Francuska - Italija                | Chambéry, Francuska   | 3.              |
| 1953.  | Međunarodni atletski mitinzi: Italija – Austrija – Švicarska     | Trst, Italija         | 4.              |
| 1954.  | Međunarodni atletski mitinzi: Njemačka - Italija                 | München, Njemačka     | 3.              |
| 1954.  | Međunarodni atletski mitinzi: Austrija - Italija                 | Linz, Austrija        | 3.              |

## Galerija
- Ester Palmesino
- Ester Palmesino (skok u vis)
- Ester Palmesino (17. lipnja 1951.)

## Vanjske poveznice
- Sportolimpico.it. Apsolutna prvenstva za žene / Svi talijanski prvaci 1923-2013  Arhivirana inačica izvorne stranice od 11. prosinca 2013. (Wayback Machine)
- Povijesna arhiva La Stampa
- Povijesna arhiva Corriere della Sera
- Povijesna arhiva talijanske Atletike Bruno Bonomelli.
- Višestruka atletska ispitivanja u Italiji od nastanka do 1968 - Gabriele Manfredini – Povijesna arhiva talijanske Atletike Bruno Bonomelli.
- Stoljeće priča o prvacima. Atletika u Pijemontu od nastanka do Sydneya 2000 – Marco Martini, Ludovico Perricone – Omega Arte.
- Povijesna arhiva Telecom Italia S.p.a, novine tvrtke "Elettrosip".
- Rai - Radiotelevisione italiana S.p.a., Rai Teche e Bibliomediateca Rai Dino Villani. Video materijal, godine 1953 i 1954, iz nacionalnog kataloga.